# Guillem de Guimerà i d'Abella

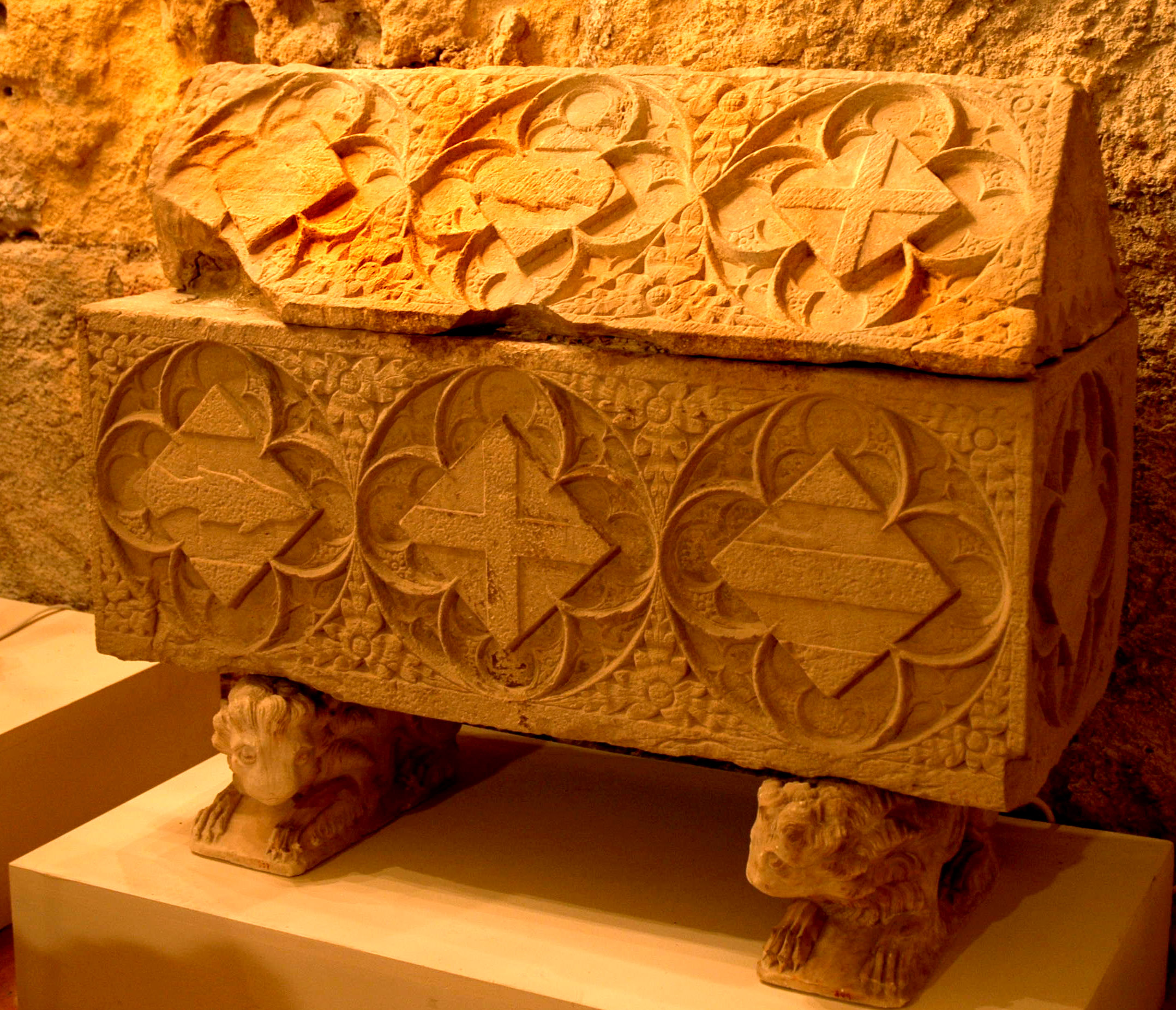
EL Guillem de Guimerà i d'Abella

Guillem de Guimerà i d'Abella (Ciutadilla ? - Barbará, 1396), diputado eclesiástico de la Diputación del General de Cataluña en el periodo 1376-1377, nombrado por las Cortes de Monzón de 1376.
Hijo de nobles, ingresó joven en la Soberana Orden Militar y Hospitalaria de San Juan de Jerusalén donde hizo una carrera fulgurante. Se manifestó como un magnífico gestor al frente de la alcaldía de Amposta y del gobierno de la comanda de Villel, ambas tareas encomendadas por Sancho de Aragón. Se enfrentó con el rey Pedro IV de Aragón quien terminó por encarcelarlo, aunque finalmente se reconciliaron hasta el punto que Guillem de Guimerà colaboró con el monarca en la campaña contra Jaime III de Mallorca en el Rosellón. Sus capacidades militares, de gestión y la buena sintonía con el rey, le hicieron ser miembro permanente de las Cortes en representación del brazo eclesiástico.
El punto más alto de la carrera política se le dio en las Cortes de Monzón de 1376, donde Guimerà fue nombrado diputado eclesiástico, y por de la Diputación del General. A pesar de su buena capacidad militar y de gestión, en este período se le reprochó una gestión económica poco clara en favor de la Orden del Hospital. A pesar de esto, su importancia le hizo formar parte de la embajada que visitó el papa Gregorio XI.
Debido a las acusaciones que recibió, presentó su dimisión en las Cortes de Barcelona (1377) y se concentró en la administración del regimiento del gran priorato de Cataluña. Al morir en 1396, se generó una disputa que duraría veinte años sobre el reparto de su fortuna entre sus familiares, acreedores y la Orden de Malta.
| Predecesor: Juan I de Ampurias | Diputado eclesiástico de la Diputación del General de Cataluña 1376–1377 | Sucesor: Galceran de Besora i de Cartellà |